# FK Bodø/Glimt
Fotballklubben Bodø/Glimt (normalt bare kendt som Bodø/Glimt) er en norsk fodboldklub fra byen Bodø i Nordland. Klubben spiller i Eliteserien, og har hjemmebane på Aspmyra Stadion. Klubben blev grundlagt den 19. september 1916, og har siden da sikret sig fem titler: Den norske pokalturnering i 1975 og 1993, og det norske mesterskab i 2020, 2021, 2023 og 2024.
I UEFA Europa League 2024-25 blev de de første norske hold nogensinde til at nå en europæisk semifinale, da de slog Italienske S.S. Lazio på straffespark.

## Titler
- Norske mestre (4): 2020, 2021, 2023 og 2024
- Norsk Pokalturnering (2): 1975 og 1993

## Kendte spillere
- Erik Hoftun
- Bengt Sæternes
- Harald Brattbakk
- Hannes Þór Halldórsson
- Jahn Ivar «Mini» Jakobsen
- Tom Høgli
- André Hanssen
- Trond Olsen
- Anders Konradsen
- Stefan Johansen

## Danske spillere
- Philip Zinckernagel
- Tobias Skovgaard
- Sammy Skytte
- Alexander Jakobsen
- Kasper Junker
- Albert Grønbæk
- Jeppe Kjær Jensen